# 亞拉岡的薇爾蘭特
亞拉岡的薇爾蘭特（西班牙語：Violante de Aragón，1236年6月8日—1301年），卡斯提爾王后，亞拉岡國王海梅一世的女兒

## 家庭
1249年，薇爾蘭特與卡斯提爾國王費爾南多三世的長子阿方索（日後的阿方索十世）結婚，兩人共有4子3女：
1. 貝倫加利亞（英语：Berengaria of Castile, Lady of Guadalajara）（1253年—1300年）
2. 碧翠絲（英语：Beatrice of Castile, Marchioness of Montferrat）（1254年—1286年），嫁古列爾莫七世
3. 費爾南多（英语：Fernando de la Cerda (1255–1275)）（1255年—1275年），早逝
4. 桑喬四世（1258年—1295年）
5. 佩德羅（英语：Peter of Castile, Lord of Ledesma）（1260年—1283年）
6. 胡安（英语：John of Castile, Lord of Valencia de Campos）（1262年—1319年）
7. 薇爾蘭特（英语：Violant of Castile）（1265年—1308年）